# Клемпич (Західнопоморське воєводство)
Клемпич (пол. Klępicz, нім. Klemzow) — село в Польщі, у гміні Моринь Грифінського повіту Західнопоморського воєводства.
Населення — 294 особи (2011).
У 1975-1998 роках село належало до Щецинського воєводства.

## Демографія
Демографічна структура станом на 31 березня 2011 року:
|          | Загалом | Допрацездатний вік | Працездатний вік | Постпрацездатний вік |
| -------- | ------- | ------------------ | ---------------- | -------------------- |
| Чоловіки | 151     | 32                 | 109              | 10                   |
| Жінки    | 143     | 32                 | 81               | 30                   |
| Разом    | 294     | 64                 | 190              | 40                   |